# Copa espanyola d'hoquei sobre patins masculina 2006
La seixanta tresena edició de la Copa espanyola d'hoquei patins masculina (en el moment anomenada, Copa del Rei) prengué part al Pavelló Municipal d'Esports de Lloret de Mar entre el 9 i el 12 de març de 2006.

## Participants
| Equips | Equips                 |
| ------ | ---------------------- |
|        | Alnimar Reus Deportiu  |
|        | Astra Pool Maçanet     |
|        | Vilanova l'Ull Blau    |
|        | Grup Lloret            |
|        | Barcelona Sorli Discau |
|        | Hormipresa Igualada    |
|        | Roncato Vic            |
|        | Cemex Tenerife         |

## Resultats
Els horaris corresponen a l'hora d'hivern dels Països Catalans (zona horària: UTC+1).
|  | Quarts de final                                        | Quarts de final                                        |                                                        |   | Semifinals | Semifinals |  |  | Final | Final |
|  |                                                        |                                                        |                                                        |   |            |            |  |  |       |       |
|  | 9 de març - Lloret de Mar Pavelló Municipal d'Esports  |                                                        |                                                        |   |            |            |  |  |       |       |
|  |                                                        |                                                        |                                                        |   |            |            |  |  |       |       |
|  | Barcelona Sorli Discau                                 | 5                                                      |                                                        |   |            |            |  |  |       |       |
|  | Barcelona Sorli Discau                                 | 5                                                      | 11 de març - Lloret de Mar Pavelló Municipal d'Esports |   |            |            |  |  |       |       |
|  | Astra Pool Maçanet                                     | 1                                                      |                                                        |   |            |            |  |  |       |       |
|  | Astra Pool Maçanet                                     | 1                                                      | Barcelona Sorli Discau                                 | 5 |            |            |  |  |       |       |
|  | 9 de març - Lloret de Mar Pavelló Municipal d'Esports  |                                                        | Barcelona Sorli Discau                                 | 5 |            |            |  |  |       |       |
|  |                                                        | Hormipresa Igualada                                    | 3                                                      |   |            |            |  |  |       |       |
|  | Grup Lloret                                            | Hormipresa Igualada                                    | 3                                                      | 1 |            |            |  |  |       |       |
|  | Grup Lloret                                            |                                                        | 12 de març - Lloret de Mar Pavelló Municipal d'Esports | 1 |            |            |  |  |       |       |
|  | Hormipresa Igualada                                    | 2                                                      |                                                        |   |            |            |  |  |       |       |
|  | Hormipresa Igualada                                    | 2                                                      | Barcelona Sorli Discau                                 | 2 |            |            |  |  |       |       |
|  | 10 de març - Lloret de Mar Pavelló Municipal d'Esports |                                                        | Barcelona Sorli Discau                                 | 2 |            |            |  |  |       |       |
|  |                                                        | Alnimar Reus Deportiu                                  | 3                                                      |   |            |            |  |  |       |       |
|  | Alnimar Reus Deportiu                                  | Alnimar Reus Deportiu                                  | 3                                                      | 5 |            |            |  |  |       |       |
|  | Alnimar Reus Deportiu                                  | 11 de març - Lloret de Mar Pavelló Municipal d'Esports |                                                        | 5 |            |            |  |  |       |       |
|  | Vilanova l'Ull Blau                                    | 0                                                      |                                                        |   |            |            |  |  |       |       |
|  | Vilanova l'Ull Blau                                    | 0                                                      | Alnimar Reus Deportiu                                  | 3 |            |            |  |  |       |       |
|  | 10 de març - Lloret de Mar Pavelló Municipal d'Esports |                                                        | Alnimar Reus Deportiu                                  | 3 |            |            |  |  |       |       |
|  |                                                        | Roncato Vic                                            | 2                                                      |   |            |            |  |  |       |       |
|  | Roncato Vic                                            | Roncato Vic                                            | 2                                                      | 3 |            |            |  |  |       |       |
|  | Roncato Vic                                            |                                                        |                                                        | 3 |            |            |  |  |       |       |
|  | Cemex Tenerife                                         | 1                                                      |                                                        |   |            |            |  |  |       |       |
|  | Cemex Tenerife                                         | 1                                                      |                                                        |   |            |            |  |  |       |       |

### Quarts de final
| 9 de març de 2006      |     |                    |                             |
| Barcelona Sorli Discau | 5-1 | Astra Pool Maçanet | Pavelló Municipal d'Esports |
|                        |     |                    | Pavelló Municipal d'Esports |

| 9 de març de 2006 |     |                     |                             |
| Grup Lloret       | 1-2 | Hormipresa Igualada | Pavelló Municipal d'Esports |
|                   |     |                     | Pavelló Municipal d'Esports |

| 10 de març de 2006    |     |                     |                             |
| Alnimar Reus Deportiu | 5-0 | Vilanova l'Ull Blau | Pavelló Municipal d'Esports |
|                       |     |                     | Pavelló Municipal d'Esports |

| 10 de març de 2006 |     |                |                             |
| Roncato Vic        | 3-1 | Cemex Tenerife | Pavelló Municipal d'Esports |
|                    |     |                | Pavelló Municipal d'Esports |

### Semifinals
| 11 de març de 2006     |     |                     |                             |
| Barcelona Sorli Discau | 5-3 | Hormipresa Igualada | Pavelló Municipal d'Esports |
|                        |     |                     | Pavelló Municipal d'Esports |

| 11 de març de 2006    |     |             |                             |
| Alnimar Reus Deportiu | 3-2 | Roncato Vic | Pavelló Municipal d'Esports |
|                       |     |             | Pavelló Municipal d'Esports |

### Final
| 12 de març de 2006     |     |                       |                             |
| Barcelona Sorli Discau | 2-3 | Alnimar Reus Deportiu | Pavelló Municipal d'Esports |
|                        |     |                       | Pavelló Municipal d'Esports |

| Campió ALNIMAR REUS DEPORTIU |